# Maynooth
Maynooth (məˈnuːθ; en gaèlic irlandès, Maigh Nuad) és una ciutat universitària del nord del Comtat de Kildare, a Irlanda. Hi ha una sucursal de la Universitat Nacional d'Irlanda, una Universitat Pontifícia i el seminari catòlic més important d'Irlanda, St Patrick's College. Maynooth també és la seu de la Conferència de Bisbes Catòlics d'Irlanda i alberga la seu social de l'ONG de desenvolupament més gran d'Irlanda, Trócaire.

## Etimologia
El nom de Maynooth prové de la paraula irlandesa Maigh Nuadhat o Maigh Nuadhad, que significa "pla de Nuadha". Maigh Nuad és la grafia moderna en irlandès. Nuadha és un dels déus antics irlandesos que correspon a Nudd a gales i Nodens a l'antiga Britànnia i la Gàl·lia.